# ماكوتو أتسوتا
ماكوتو أتسوتا (باليابانية: 熱田 眞) (16 سبتمبر 1976 في ماتشيدا في اليابان – )؛ هو لاعب كرة قدم ياباني سابق كان يلعب كلاعب وسط.

## وصلات خارجية
- ماكوتو أتسوتا على موقع رابطة كرة القدم اليابانية للمحترفين (اليابانية)
- ماكوتو أتسوتا على موقع قاعدة بيانات كرة القدم.إي يو (الإنجليزية)
- ماكوتو أتسوتا على موقع عالم كرة القدم.نت (الإنجليزية)